# Analyse psychologique
L'analyse psychologique est la méthode psychothérapeutique créée par Pierre Janet dès 1893.

## Principe
Cette méthode propose d'analyser la « dynamique psychologique complexe » des sujets sains ou des patients. L’analyse psychologique consiste à déterminer les tendances du sujet et leur degré d’achèvement dans les actes, lequel dépend de sa force à agir. L’écart entre les buts des tendances et leur réalisation en actes est comblé par la « pensée intérieure » et le langage. L’analyse psychologique repose sur une connaissance approfondie de la biographie et de la personnalité du sujet.
Dans le cas pathologique grave de troubles dissociatifs, le psychisme confine certaines fonctions au subconscient, et la pathologie provient d'une part de l'indisponibilité de ces fonctions "oubliées" pour les besoins de la vie quotidienne consciente, et d'autre part de leur irruption incontrôlée à la place du "moi" principal, par crises. Le traitement, bien formalisé par les organisations internationales sur la dissociation, comporte plusieurs phases qui peuvent se résumer ainsi :
1. diminuer les symptômes
2. ré-associer au moi les fonctions dissociées
3. consolider les forces du patient

La dernière étape voit réapparaître le cours normal de la synthèse mentale.